# Campeonato Paraense de Futebol de 1956
O Campeonato Paraense de Futebol de 1956 foi a 44.ª edição da principal divisão do futebol do Pará. Organizada pela Federação Paraense de Desportos, a competição contou com a participação de seis clubes, todos sediados na capital Belém. O Paysandu sagrou-se campeão, conquistando seu 17º título estadual, enquanto o Remo ficou com o vice-campeonato. Norman, do Paysandu, foi o maior goleador do certame, com 17 gols marcados.

## Participantes
| Equipe      | Cidade | Títulos (mais recente) | Part. |
| ----------- | ------ | ---------------------- | ----- |
| Armazenador | Belém  | 0 (não possui)         | 3     |
| Combatentes | Belém  | 0 (não possui)         | 6     |
| Paysandu    | Belém  | 16 (1947)              | 40    |
| Pinheirense | Belém  | 0 (não possui)         | 2     |
| Remo        | Belém  | 19 (1954)              | 40    |
| Tuna Luso   | Belém  | 6 (1955)               | 22    |

## Campanha do Paysandu e do Remo
PAYSANDU
- 4-0 Armazenador
- 2-0 Combatentes
- 2-0 Pinheirense
- 4-2 Remo
- 3-1 Tuna Luso
- 5-0 Armazenador
- 1-0 Combatentes
- 6-2 Pinheirense
- 2-1 Tuna Luso
- 0-1 Remo

REMO
- 2-4 Paysandu
- 4-1 Armazenador
- 3-1 Combatentes
- 4-2 Tuna Luso
- 3-1 Pinheirense
- 1-0 Paysandu

FINAL
- Paysandu 3-2 Remo
- Remo 0-1 Paysandu

## Premiação
| Campeonato Paraense de 1956   |
| Belém                         |
| ----------------------------- |
| Paysandu Campeão (17º título) |